# Recherswil
Recherswil é uma comuna da Suíça, situada no distrito de Wasseramt, no cantão de Soleura. Tem 3,37 km² de área e sua população em 2018 foi estimada em 2.009 habitantes.